# Windows CE 1.0
Windows CE 1.0 (кодове ім'я: «Alder») — перша версія операційної системи сімейства Windows CE для мобільних і вбудованих комп'ютерів реального часу, виготовлена корпорацією Microsoft.

## Історія
У середині 1994 року корпорація Microsoft почала роботу над проєктом WinPad, метою якого було створення організатора особистої діяльності (PDA — Personal Digital Assistant). Однак дуже скоро стало очевидно, що проєкт WinPad навряд чи окупиться, оскільки вартість кишенькових комп'ютерів на той час була досить висока. Розробники програмного забезпечення і виробники ПК зійшлися на думці, що час повсюдного використання ще не настав.
Всього через два роки вартість кишенькових ПК стала прийнятною, і інтерес до них знову відродився. Ринок кишенькових комп'ютерів став швидко зростати. В 1996 році компанія Microsoft приступила до роботи над проєктом створення операційної системи для кишенькових ПК, який отримав назву Pegasus. Нова операційна система виявилася дуже схожа на Windows 95 і успадкувала багато характерних рис останньої. Перший комерційний варіант Windows CE, Windows CE 1.0 був продемонстрований на виставці Comdex восени 1996 року.